# European Champions Tournament 1984-1985
Il primo European Champions Tournament fu giocato il 4 ed il 5 gennaio 1985 a Viterbo, vi parteciparono quattro formazioni rappresentanti Spagna, Italia, Belgio e Paesi Bassi.
La finale tra i belgi dell'Hoboken e gli olandesi Kras Boys sancì la supremazia delle squadre nordiche sulle compagini latine rappresentate dalla Roma Barilla e dall'Egasa Chaston. Furono i belgi dell'Hoboken a vincere la gara dopo il supplementare con la rete del 4-3 di Van Overloop.

## Risultati

### Semifinali
| Data     |              | Gara |               | Risultato |
| -------- | ------------ | ---- | ------------- | --------- |
| 04.01.85 | Roma Barilla | -    | ZVC Hoboken   | 1 - 2     |
| 04.01.85 | Kras Boys    | -    | Egasa Chaston | 3 - 1     |

### Finale 3º-4º posto
| Data     |               | Gara |              | Risultato |
| -------- | ------------- | ---- | ------------ | --------- |
| 05.01.85 | Egasa Chaston | -    | Roma Barilla | 4 - 2     |

### Finale
| Data     |             | Gara |           | Risultato   |
| -------- | ----------- | ---- | --------- | ----------- |
| 05.01.85 | ZVC Hoboken | -    | Kras Boys | 4 - 3 (DTS) |